# Reinstwasser
Reinstwasser ist besonders gereinigtes Wasser. Im Gegensatz zum herkömmlichen Wasser, wie es in der Natur vorkommt und welches z. B. Mineralstoffe wie Magnesium enthält, beinhaltet Reinstwasser so gut wie keine Fremdstoffe.

## Eigenschaften
Das bis 2017 offizinelle „Hochgereinigte Wasser“ (Aqua valde purificata) war wie folgt spezifiziert:
- Leitfähigkeit ≤ 1,1 μS/cm bei 20 °C
- Bakterielle Endotoxine < 0,25 IE/ml (entspricht rund 25 ng/l)
- Gesamter organischer Kohlenstoff (TOC) ≤ 0,5 mg/l
- Nitrat ≤ 0,2 mg/l

Ultra-Reinstwasser (URW) wird vor allem durch seinen TOC-Grenzwert bestimmt, während Reinstwasser für technische Anwendungen mit einem TOC-Wert ≤ 1 mg/l auskommt.
Zwischen der Qualität von destilliertem Wasser, demineralisiertem Wasser und Reinstwasser bestehen Unterschiede, die besonders an der elektrischen Leitfähigkeit zu erkennen sind. Die Leitfähigkeit wird in der Einheit S/m angegeben, im technischen Sprachgebrauch findet fast immer die Angabe in µS/cm Verwendung. Da das Wassermolekül ein Ampholyt ist, der mit sich selbst reagieren kann, hat selbst Reinstwasser eine geringe elektrische Leitfähigkeit. Der rechnerische Grenzwert beträgt 0,055 µS/cm bei 25 °C, entsprechend einem Widerstand von 18,2 MΩ·cm (Mega-Ohm mal Zentimeter).
In der Reinstwassertechnik wird der Widerstand des Wassers meist als Qualitätsmerkmal verwendet. Der Wert bei destilliertem Wasser liegt zwischen 0,5 und 5 µS/cm bei 25 °C.
Wasser für analytische Zwecke darf nach ISO 3696 bei 25 °C in der Qualität 1 eine maximale Leitfähigkeit von 0,1 µS/cm haben.
Bei Wasser für die Herstellung von Arzneimitteln, die dem menschlichen Körper zugeführt werden, ist mindestens gereinigtes Wasser (z. B. nichtsterile Flüssigkeiten, die peroral eingenommen werden), für die Herstellung von Parenteralia (z. B. Infusionen) Wasser für Injektionszwecke (WFI) erforderlich. Im Europäischen Arzneibuch ist hierzu unter anderem die Menge der organischen Anteile, die aus Zellresten und Proteinen bestehen können, geregelt.
Wasser für die Dampferzeugung in Kraftwerken mit Hochdruckdampferzeugern darf maximal eine Leitfähigkeit von 0,2 µS/cm haben.

## Herstellung

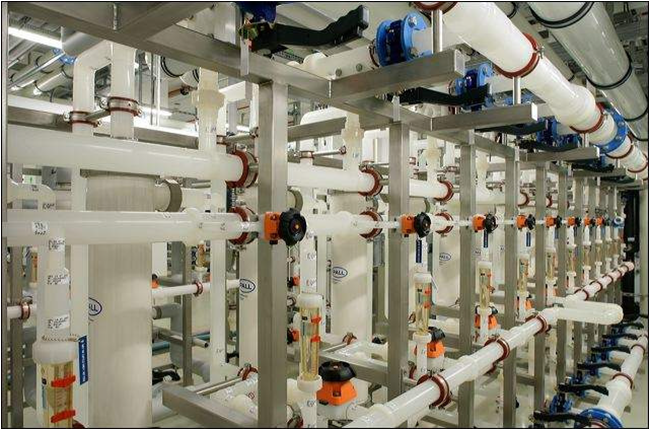
Anlage zur Herstellung von Ultra-Reinstwasser

Die Herstellung von Reinstwasser ist ein mehrstufiger Prozess. Die Umkehrosmose  (heute seltener eine Destillation) ist der erste Schritt. Beiden Verfahren werden weitere Schritte wie Ionentausch, Aktivkohlefilter, Ultrafiltration, Photooxidation, Entgasungsverfahren (Vakuumentgasung, Membranentgasung, Behandlung mit Helium), Entkeimung durch UV-Bestrahlung, Elektrochemische Deionisation angeschlossen. Je nach Verwendungszweck und Qualitätsansprüchen wird ein Teil dieser Verfahren verwendet, selten alle zusammen. Es gibt eine große Zahl von Anbietern, die anspruchs- und/oder mengenangepasste Geräte kommerziell anbieten.

## Verwendung
Reinstwasser wird in vielen Bereichen benötigt. Im Wesentlichen sind dies die medizinische Forschung, die chemische Analytik sowie die Herstellung integrierter Schaltkreise (ICs; siehe Fotolithografie und Solarzellen).